# جيني سكوت غريفيث
جيني سكوت غريفيث (30 أكتوبر 1875 - 29 يونيو 1951) محررة أمريكية وصحفية وناشطة سياسية وحقوقية. وُلدت في تكساس، وألقت الخطب عندما كانت في الثانية من عمرها وعُرف عنها أنها خطيبة مشهورة وطفلة عبقرية. كان أغلب تعليمها منزليًا، إذ ترددت على المؤسسات الرسمية لفترة وجيزة وتعلمت الاختزال والكتابة على الآلة الكاتبة. كانت وظيفتها الأولى هي كتابة كتاب تاريخ تكساس منذ عام 1685 إلى عام 1892. عملت صحفية بعد ذلك ومروجة لمعهد هاجي، ما أدى إلى سفرها إلى الخارج. ذهبت إلى جمهورية جزر فيجي، أثناء جولتها حول العالم للترويج للمعهد، وتزوجت بها. بدأت غريفيث التحرير في صحيفة فيجي تايمز، وهي صحيفة يملكها زوجها. انتقلت العائلة إلى أستراليا عام 1913، حيث أصبحت ناشطة في المنظمات النسوية والعمالية والاشتراكية. عارضت التجنيد الإجباري، بصفتها من دعاة السلام. كتبت بانتظام لمجلة ذا أستراليان ووركر والصحافة الاشتراكية. انتقلت عائلتها إلى سان فرانسيسكو، في العشرينيات من القرن العشرين، وحصلت على الجنسية الأمريكية. عملت في مشروع الكتاب الفيدراليين التابع لإدارة تقدم الأعمال مواصلة النشر في مجلات كمجلة ذا إندستريال ووركر. عملت أمينة لحزب المرأة الوطني بكاليفورنيا في الأربعينيات وطالما خاطبت في سبيل إقرار تعديل الحقوق المتساوية. تضم المكتبة الوطنية الأسترالية أبحاثها.

## الحياة المبكرة والتعليم
وُلدت جيني سكوت ويلسون في 30 أكتوبر 1875، بالقرب من وودفيل، في كوخ خشبي بناه والدها على ضفاف وولف كريك في مقاطعة تايلر بولاية تكساس، لأبوين هما لورا (كوارت والمولودة باسم نيتلز) وستيفن راندولف ويلسون. كانت والدتها من لويزيانا، وكان والدها، المعروف باسم راندولف، مزارع قطن من ولاية تينيسي. خدم في لواء هود التابع لجيش الولايات الكونفدرالية في تكساس خلال الحرب الأهلية الأمريكية، وقد فقدت والدتها جميع إخوتها في الصراع. أنجب الثنائي بعد زواجهما ابنتين هما أر. إلين (مواليد 1874) وجيني، التي سُميت على اسم صديقة للعائلة.
كانت ويلسون الابنة الصغرى، وكانت ضئيلة الجسم بالنسبة لعمرها، وكان وزنها 14 رطلًا (6.4 كجم) في سن الثالثة تقريبًا (عندما بلغت، كان طولها 4 أقدام و9 بوصات (145 سم)، وعُدت طفلة عبقرية في الخطابة. بدأت بإلقاء الخطب عندما كان عمرها عامين فقط واستمرت في تغطية موضوعات كالاعتدال والروحانية عند مخاطبة مجموعات المحاربين القدامى ومدارس الأحد. كتب والدها الخطب، أو استقتها من أعمال شهيرة، كقصيدة حظر التجول يجب ألا يُعلن الليلة لروز هارتويك ثورب، والغراب لإدغار آلان بو، وقد ألقت خطبها بجميع أنحاء الولاية. كما ألقت نثرًا وشعرًا، إذ تحدثت الصحف عن مهاراتها الرائعة في الحفظ. جمعت في نهاية عروضها البقشيش من الجمهور. انتقلت العائلة إلى مقاطعة لايمستون بولاية تكساس، عندما كانت صغيرة، واستقرت في البداية في بوترزفيل ثم في لوست بريري.
انتقلت العائلة مرة أخرى، عندما كانت ويلسون في الثانية عشرة من عمرها، واستقرت في مدينة هانتسفيل بولاية تكساس. التحقت بالمدرسة لأول مرة هناك، لكن سرعان ما أصبحت أفضل طالبة في الفصل وغادرت، مواصلة تعليمها مع مدرسة منزلية، ودرست أعمال إدوارد بيلامي وتشارلز داروين وهنري جورج وتوماس هكسلي وتوماس باين. انتقلت العائلة مرة أخرى عام 1890 إلى أوستن، وبدأت ويلسون في تعلم الكتابة الاختزالية والكتابة على الآلة الكاتبة في كلية إدارة الأعمال المحلية. لم تكمل الدورة، إذ تلقت عرض عمل لكتابة تاريخ تكساس منذ عام 1685 إلى عام 1892 لجون هنري براون. انتقلت إلى سان أنطونيو عام 1893، وبدأت في كتابة وتحرير عمود الشباب في مجلة تكساس فارمر. بدأت أيضًا العمل كاتبة للمحكمة، في الوقت نفسه، وانخرطت في عمل معهد هاجي، وهي منظمة تعهدت بعلاج إدمان الكحول والمخدرات. جاء دخلها الرئيسي من عملها الترويجي مع معهد هاجي، إذ سافرت على نحو متكرر من تكساس إلى كاليفورنيا وكولورادو والمكسيك لتمثيلهم على مدى سنوات ثلاث.